# Venusia albinea
Venusia albinea là một loài bướm đêm trong họ Geometridae.